# Île de l'Œuf
Ne doit pas être confondu avec Île des Œufs.
L'île de l’Œuf est une petite île située dans le golfe du Morbihan, à l'est de l'île aux Moines. Elle fait partie de la commune de l'Île-aux-Moines.

## Géographie
L'île de l’Œuf est située à 450 m de la pointe de Brannec de l'île aux Moines.